# Chatchai Chiakklang
Chatchai Chiakklang (thailändisch ฉัตรชัย เจียกกลาง, * 10. Februar 1990), auch als Billy bekannt, ist ein thailändischer Fußballspieler.

## Karriere
Chatchai Chiakklang spielte bis Ende 2019 beim Khon Kaen FC. Vorher spielte er beim Yasothon FC, Sakaeo FC und dem Samut Sakhon FC. Der Khon Kaen FC, ein Verein aus Khon Kaen, einer Stadt aus der Provinz Khon Kaen in der Nordostregion von Thailand, dem Isan, spielte in der zweithöchsten Liga des Landes, der Thai League 2. Wo er vorher gespielt hat, ist unbekannt. Für Khon Kaen absolvierte er 31 Zweitligaspiele. 2020 unterschrieb er einen Vertrag beim Ligakonkurrenten Nongbua Pitchaya FC in Nong Bua Lamphu. Im März 2021 feierte er mit Nongbua die Zweitligameisterschaft und den Aufstieg in die erste Liga. Am Ende der Saison 2022/23 musste er mit Nongbua als Tabellenvorletzter den Weg in die Zweitklassigkeit antreten. Nach dem Abstieg wurde sein Vertrag im Sommer 2023 nicht verlängert. Im Juni 2023 verpflichtete ihn der Erstligist Khon Kaen United FC. Am Ende der Saison 2024/25 wurde er mit Khon Kaen Tabellenletzter und musste somit in die zweite Liga absteigen. Für Khon Kaen bestritt er 45 Ligaspiele. Hierbei erzielte er drei Treffer. Nach dem Abstieg wurde sein Vertrag nicht verlängert.

## Erfolge
Nongbua Pitchaya FC
- Thailändischer Zweitligameister: 2020/21  ▲